# American Recordings (album)
American Recordings – album studyjny amerykańskiego piosenkarza Johnny’ego Casha. Wydawnictwo ukazało się 26 kwietnia 1994 roku nakładem wytwórni muzycznej American Recordings. Na płycie znalazły się autorskie piosenki Casha, a także utwory napisane m.in. przez Leonarda Cohena, Toma Waitsa i Glenna Danziga. Materiał został wyprodukowany przez Ricka Rubina, znanego przede wszystkim ze współpracy z wykonawcami hip-hopowymi, w tym m.in. takimi jak: Beastie Boys, czy Run-D.M.C. Album dotarł do 23. miejsca listy Billboard 200 w Stanach Zjednoczonych. Produkcja spotkała się także z powszechnym uznaniem wśród krytyków muzycznych.
W 2015 roku czasopismo Rolling Stone umieściło płytę na 11. miejscu listy płyt country, które powinien posiadać każdy fan rocka (ang. 50 Country Albums Every Rock Fan Should Own).

## Lista utworów
Opracowano na podstawie materiału źródłowego.
| Nr  | Tytuł utworu                     | Autorzy                                         | Długość |
| --- | -------------------------------- | ----------------------------------------------- | ------- |
| 1.  | „Delia’s Gone”                   | Johnny Cash, Dick Toops, Karl Silbersdorf       | 2:17    |
| 2.  | „Let The Train Blow The Whistle” | Johnny Cash                                     | 2:15    |
| 3.  | „The Beast In Me”                | Nick Lowe                                       | 2:45    |
| 4.  | „Drive On”                       | Johnny Cash                                     | 2:23    |
| 5.  | „Why Me Lord”                    | Kris Kristofferson                              | 2:21    |
| 6.  | „Thirteen”                       | Glenn Danzig                                    | 2:29    |
| 7.  | „Oh Bury Me Not”                 | John Lomax, Alan Lomax, Roy Rogers, Tim Spencer | 3:52    |
| 8.  | „Bird On A Wire”                 | Leonard Cohen                                   | 4:00    |
| 9.  | „Tennessee Stud”                 | Jimmy Driftwood                                 | 2:54    |
| 10. | „Down There By The Train”        | Tom Waits                                       | 5:35    |
| 11. | „Redemption”                     | Johnny Cash                                     | 3:01    |
| 12. | „Like A Soldier”                 | Johnny Cash                                     | 2:49    |
| 13. | „The Man Who Couldn’t Cry”       | Loudon Wainwright III                           | 4:59    |
|     |                                  |                                                 | 41:40   |